# Schlacht um Helsinki
Die Schlacht um Helsinki ereignete sich vom 12. bis zum 13. April 1918 zwischen der deutschen Ostsee-Division und der finnischen Roten Garde während des Finnischen Bürgerkriegs und führte zur Einnahme der finnischen Hauptstadt Helsinki durch erstere.
Am 3. April ging die Ostsee-Division im Hafen von Hanko an Land. Die Hauptmacht der Ostsee-Division rückte an der Küste entlang direkt gegen Helsinki vor. Am 11. April erreichte sie den Stadtrand von Helsinki in Leppävaara. Der Angriff gegen die Stadt begann am 12. April und die letzten Rotgardisten legten ihre Waffen am nächsten Tag im  Arbeiterviertel Siltasaari nieder. Die deutsche Siegesparade fand am 14. April statt.